# 紀牛養
紀 牛養（き の うしかい）は、奈良時代の貴族。名は牛甘とも記される。官位は従五位下・右少弁。

## 経歴
天平宝字2年（758年）淳仁天皇の即位に伴って従五位下に叙爵し、のち武部少輔に任ぜられる。天平宝字4年（760年）西海道巡察使に任ぜられ、西海道の地方行政監察を行う。天平宝字5年（761年）観察結果として、西海道諸国が重要な国々で不慮に備えるべきであるにもかかわらず、定められた所定数の武器を製作していないことを言上する。これを受けて朝廷は筑前国・筑後国・肥前国・肥後国・豊前国・豊後国・日向国に対して所定数の甲・刀・弓・矢の製造と、毎年その見本を大宰府に送付することを命じている。
淳仁朝では、信部少輔・少納言・右少弁を歴任する。この間の天平宝字8年（764年）7月新羅使の金才伯ら91名が博多津に到着したことから、授刀大尉・粟田道麻呂と共に来朝の理由を問うために大宰府に派遣される。金才伯が答えたところでは、かつて唐が日本の僧・戒融を日本に送還させたが、無事に故郷に到着したか知らせがなかったことから、確認のために派遣された唐の勅使・韓朝彩が渤海から新羅に到来している。こうして、唐からの確認要請を受けてこのたび新羅使を派遣した。これを受けて日本側で調査を行った結果、戒融は天平宝字7年（763年）10月に渤海経由で帰国していることが判明し、太宰府経由で新羅使に消息が伝えられている。またこの際、牛養と道麻呂は新羅では日本からの攻撃に備えるために兵士を徴発して海岸線の警備をさせているとの、新羅からの渡来人の噂について真偽を問うたところ、金才伯は唐が安史の乱で治安が乱れて海賊が多数押し寄せてくることから、国防上の理由で実施しているが、兵士の徴発と警備は事実である旨回答している。
同年9月に発生した藤原仲麻呂の乱に連座したらしく、官位を剥奪される。光仁朝の宝亀2年（771年）罪を赦され、従五位下に復している。

## 官歴
- 時期不詳：正六位下
- 天平宝字2年（758年） 8月1日：従五位下
- 時期不詳：武部少輔
- 天平宝字4年（760年） 正月21日：西海道巡察使
- 天平宝字5年（761年） 7月2日：見式部少輔。10月1日：信部少輔
- 天平宝字6年（762年） 正月9日：兼少納言
- 天平宝字7年（763年） 正月9日：右少弁
- 時期不詳：官位剥奪
- 宝亀2年（771年） 10月17日：従五位下（復位）